# 草島
草島（くさじま）は、富山県富山市の町名である。草島地区センターが所在している。

## 特徴
富山平野の富山低地に位置するが、集落は主に自然堤防上の微高地にある。

## 地理
- 河川 神通川
- 富山湾

## 歴史
- 1889年（明治22年）4月1日 - 町村制施行に伴い婦負郡草島村、古川村、上新川郡草島村・金山新村が合併し、草島村が発足。
- 1941年（昭和16年）2月11日 - 婦負郡八幡村（やはたむら）、百塚村と合併し、八幡村（はちまんむら）になる。

## 施設
- 草島地区センター
- ファミリー銭湯くさじま
- 草島郵便局
- ローソン富山草島中央店

## 教育
- 富山市立草島小学校

## レジャー
- 北陸電力総合運動公園

## 経済
臨海部かつ富山港及び富山市街地に近いので、火力発電所を始め多くの工場が立地している。
- 北陸電力富山火力発電所
- 青木工業
- 富山第一薬品
- 北日本印刷
- 杉谷工業

## 参考出典
『富山県の地名』平凡社